# Пералехос-де-Арріба
Пералехос-де-Арріба (ісп. Peralejos de Arriba) — муніципалітет в Іспанії, у складі автономної спільноти Кастилія-і-Леон, у провінції Саламанка. Населення — 48 осіб (2010).
Муніципалітет розташований на відстані близько 230 км на захід від Мадрида, 60 км на захід від Саламанки.
На території муніципалітету розташовані такі населені пункти: (дані про населення за 2010 рік)
- Гомесьєго: 0 осіб
- Пералехос-де-Арріба: 48 осіб

## Демографія
Динаміка населення (INE ):

## Зовнішні посилання
- Провінційна рада Саламанки: індекс муніципалітетів [Архівовано 23 квітня 2009 у Wayback Machine.]
- Посилання на Google Maps